# Al-Schuschtari

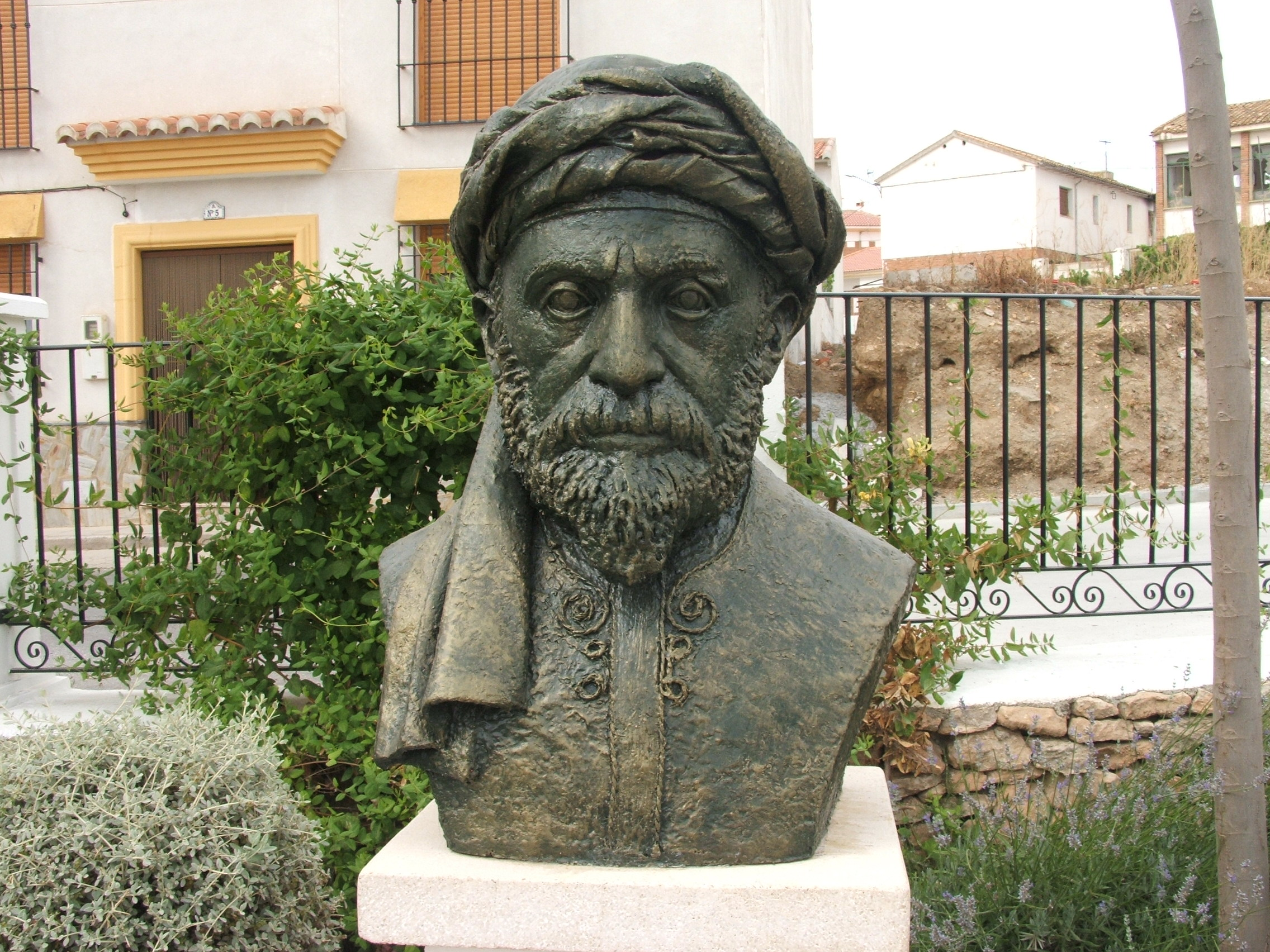
al-Schuschtari

Al-Schuschtari (arabisch ابو الحسن الششتري, spanisch Sustari, mit vollständigem Namen Abu 'l-Hasan Ali bin Abdallah an-Numairi asch-Schuschtari, * 1212 in Exfiliana nahe Guadix; † 1269 in Damietta) war ein andalusischer Sufi und Poet. Er war ein Schüler von Suraka al-Schatibi und Ibn Sab’in.
Einige seiner Werke waren in Prosa, bekannt war er für seine Reime, die dafür gedacht waren, mit einfachen Melodien gesungen zu werden, und oftmals in der Form von Muwaschschah und Zadschal. Diese waren in seiner Sufi-Gemeinschaft der Schuschtariyya sehr bekannt.
Viele seiner Verse, speziell die 62 kurzen Gedichte, die „Tawishih“ genannt werden, sind in die klassische Musik Andalusiens eingegangen, die noch heute in Marokko und Algerien gesungen wird. Das bekannteste ist „Ein kleiner Scheich aus Meknès“ (arabisch شويخ من أرض مكناس).

## Aufzeichnungen
- Ritual sufí andalusí, al-Shushtari, Omar Metioui, Eduardo Paniagua, Madrid, Pneuma, 1998
- Dhikr y sama':canto religioso de la cofradía sufí-andalusí al-Shushtari. Poemas del místico al-Shushtari, Omar Metioui, Eduardo Paniagua